# 平野祐香里
平野 祐香里（ひらの ゆかり、1963年  - ）は日本の作詞家。広島県出身。
中学校の合唱曲や唱歌などを多く手がけており、代表曲の「カリブ夢の旅」は中学校の音楽教科書にも掲載されている。

## 略歴
1963年広島県生まれ。1985年に東京学芸大学を卒業。

## 代表曲
- 『カリブ夢の旅』
- 『明日という大空』
- 『風のメロディー』
- 『銀曜日のおとぎばなし』
- 『風の旅へ』
- 『たねたねたねってふしぎだね』
- 『今 この時』
- 『明日は言える』
- 『歌声はたとえば大きな樹』
- 『さばくのきょうりゅう』
- 『さよならのかわりに』
- 『白いライオン』
- 『何億もの昼と何億もの夜を越えて』
- 『夢を君の手に』
- 合唱組曲『海のまほろば』